# Palazzo delle Congregazioni
Le Palazzo delle Congregazioni (en français : Palais des Congrégations) est un palais divisé en deux structures flanquant la Piazza Papa Pio XII (anciennement Piazza Rusticucci ), au tout début de la Via della Conciliazione, à la frontière du rione Borgo de Rome et de la Cité du Vatican. Ils sont surtout connus sous le nom de Palazzi dei Propilei en raison de leurs propylées proéminents.

## Histoire
Construits à la fin des années 1930, les deux bâtiments — le bâtiment nord et le bâtiment sud — abritent actuellement plusieurs congrégations de la Curie romaine :
- Bâtiment Nord (n° 10) :
  - Congrégation pour l'éducation catholique[2].
  - Congrégation pour les Instituts de Vie Consacrée et les Sociétés de Vie Apostolique[3].
  - Congrégation pour les Causes des Saints (Nord)[4].
  - Congrégation pour les évêques[5].
- Bâtiment sud (n° 3) :
  - Congrégation pour le culte divin et la discipline des sacrements[6].
  - Congrégation pour le Clergé [7].

Les trois autres congrégations de la Curie ont leur propre siège dans d'autres palais de Rome : la Congrégation pour l'Évangélisation des Peuples se trouve au Palazzo di Propaganda Fide, la Congrégation pour la Doctrine de la Foi se trouve au Palazzo del Sant'Uffizio et la Congrégation pour les églises orientales se trouvent dans le Palazzo dei Convertendi.

## Galerie

Vue du palais et de ses deux bâtiments flanquant la Via della Conciliazione . À gauche, le bâtiment nord et à droite, celui du sud.
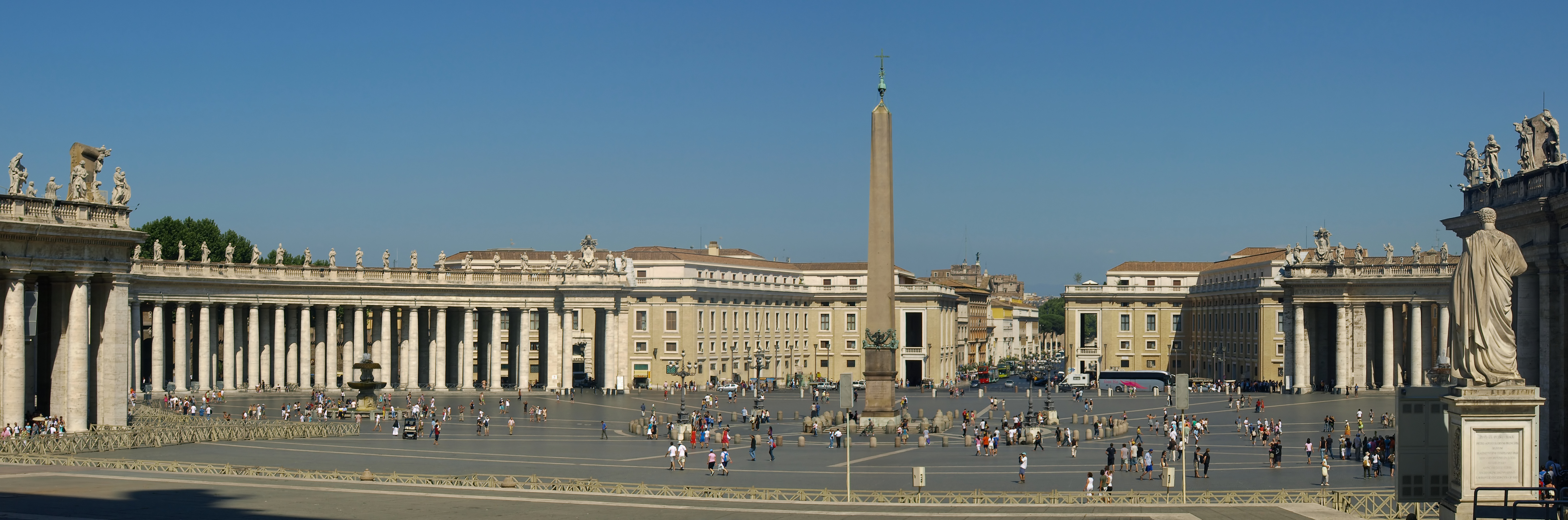
Vue des palais depuis la place Saint-Pierre
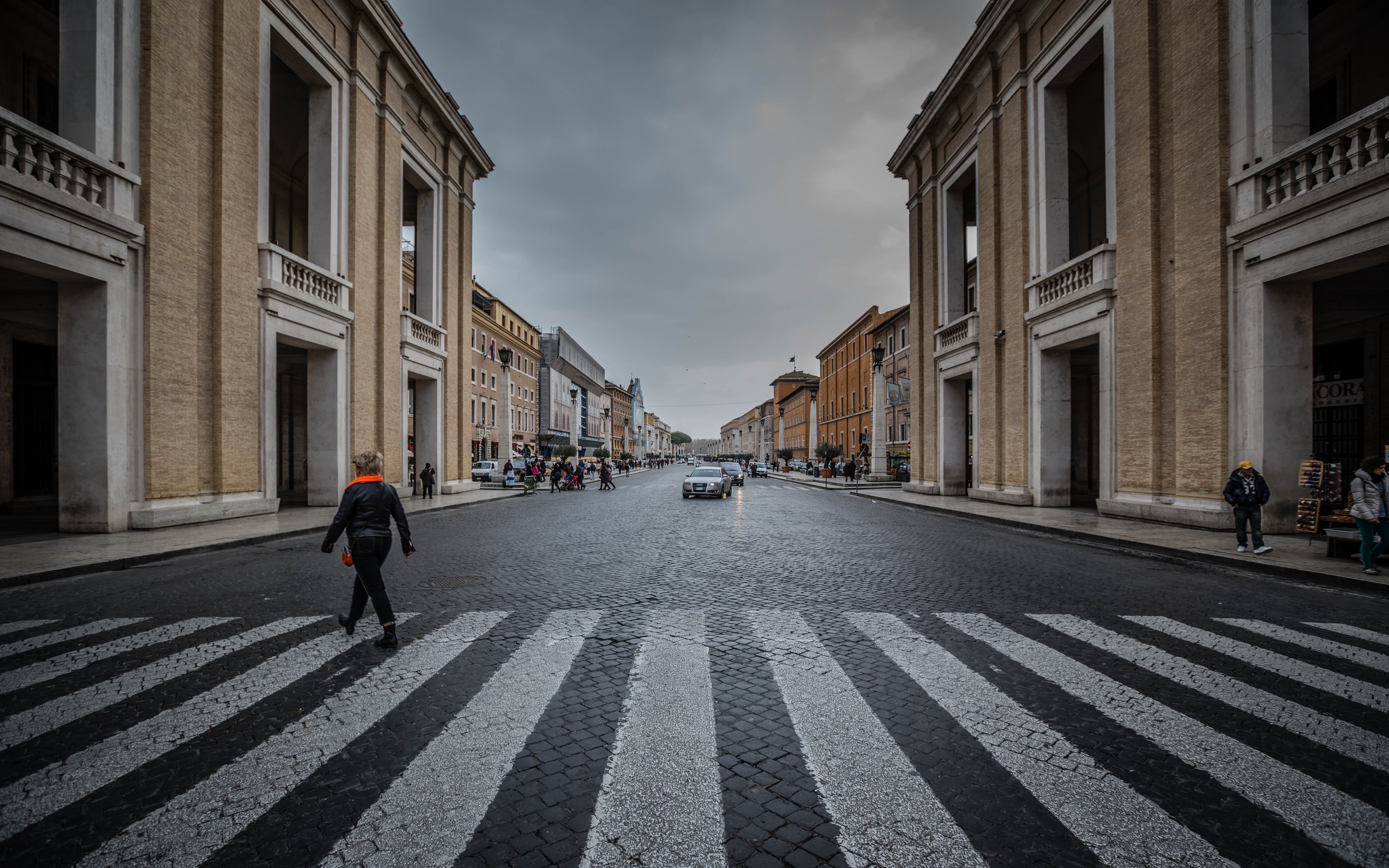
Le bel effet « porte monumentale » réalisé par le palais au début de la Via della Conciliazione.